# Sean Flynn (fotoreporter)
Sean Flynn (Los Angeles, 31 maggio 1941 – Cambogia, 1970?) è stato un fotoreporter e attore statunitense.

## Biografia
Figlio dell'attore Errol Flynn e dell'attrice Lili Damita, iniziò a recitare nei primi anni sessanta in alcuni film, tra i quali Un treno è fermo a Berlino (1963), dove interpretava la figura del giovane militare americano. Alla fine del decennio intraprese la carriera di fotoreporter, andando di persona su vari fronti di guerra, prima in Vietnam e poi nei territori del conflitto israelo-palestinese. 
Ritornato in Vietnam, insieme al collega fotografo Dana Stone volle percorrere in motocicletta una parte del territorio cambogiano, spesso controllato anche dai guerriglieri comunisti. Furono visti per l'ultima volta il 6 aprile 1970. Non si ebbero più notizie di loro e si ritenne quindi che fossero stati presumibilmente catturati ed uccisi. Nel 1984 Sean Flynn venne dichiarato legalmente morto in Cambogia.

## Filmografia

### Cinema
- La spiaggia del desiderio (Where the Boys Are), regia di Henry Levin (1960)
- Il figlio del capitan Blood (El hijo del capitán Blood), regia di Tulio Demicheli (1962)
- Il segno di Zorro, regia di Mario Caiano (1963)
- Un treno è fermo a Berlino (Verspätung in Marienborn), regia di Rolf Hädrich (1963)
- La spia che venne dall'ovest (Agent spécial à Venise), regia di André Versini (1964)
- Sandok, il Maciste della giungla, regia di Umberto Lenzi (1964)
- 7 magnifiche pistole, regia di Romolo Guerrieri (1966)
- Una donna per Ringo (Dos pistolas gemelas), regia di Rafael Romero Marchent (1966)
- Cinque marines per Singapore (Singapore, Singapore), regia di Bernard Toublanc-Michel (1967)
- Wheel of Ashes, regia di Peter Emmanuel Goldman (1969)

### Televisione
- The Errol Flynn Theatre – serie TV, episodi 1x05-1x27 (1957)